# 细叶彩花
细叶彩花（学名：Acantholimon borodinii），为白花丹科彩花属下的一个植物种。